# Calicnemia uenoi
Calicnemia uenoi е вид водно конче от семейство Platycnemididae.

## Разпространение и местообитание
Видът е разпространен във Виетнам.
Обитава сладководни басейни и потоци.